# Nadja Eriksson
Nadja Carita Cecilia Eriksson, född 5 december 1955 i Edebo församling, Stockholms län,  är en svensk kompositör, körledare och kyrkomusiker. Hon har arbetat som kyrkomusiker sedan 2016  i Simrishamns församling. Hon har skrivit sånger tillsammans med bland annat Åsa Hagberg och Kerstin Fryxell.[källa behövs]

## Biografi
År 1979 utbildade sig Eriksson på Kungliga Musikhögskolan i Stockholm till lärare. År 2017 vann Hagberg och Erikssons låt Lågor av ljus första priset i en psalmtävling anordnad av Växjö stifts kyrkosångsförbund.

## Diskografi
- 1981 - Vågspel
- 1990 - Vid ett ensamt piano
- 2007 – Nya steg gör nya spår
- 2011 – Flickan vid pianot

## Verklista

### Orgelverk
- När hjärtat talar (Wessmans musikförlag, 2018).
- March Pitca (Wessmans musikförlag, 2018).

### Körverk
- Allt som lever (Gehrmans musikförlag). Text av Åsa Hagberg.
- Lågor av ljus. Text av Åsa Hagberg.
- Då tänder vi ljus (Gehrmans musikförlag, 2018). Text av Åsa Hagberg.
- Guds sändebud (Wessmans musikförlag, 2020). Text av Kerstin Fryxell.
- I samma båt (Gehrmans musikförlag, 2017). Text av Åsa Hagberg.
- När löven dansar (Gehrmans musikförlag).
- Sagan om alltings början (Gehrmans musikförlag). Text av Nadja Eriksson. Arrangemang av Anders Asp.
- Vägen till regnbågen är vägen till dig (Gehrmans musikförlag).
- Vänd oss till dig (Gehrmans musikförlag). Text av Åsa Hagberg.
- Den vackraste stjärnan (Gehrmans musikförlag, 2019). Text av Kerstin Fryxell.
- När ljuset växer (Wessmans musikförlag, 2017). Text av Åsa Hagberg.
- Om hösten (Gehrmans musikförlag). Text av Nadja Eriksson.
- Om sommaren (Gehrmans musikförlag). Text av Nadja Eriksson.
- Om vintern (Gehrmans musikförlag). Text av Nadja Eriksson.
- Om våren (Gehrmans musikförlag). Text av Nadja Eriksson.
- Pilgrimens sju sånger (Wessmans musikförlag, 2014). Text av Åsa Hagberg.
- Sju vandringssånger (Wessmans musikförlag, 2015). Text av Åsa Hagberg.
- Två gospelsånger (Gehrmans musikförlag). Text av Åsa Hagberg.
- Vår underbara värld (Gehrmans musikförlag, 2019). Text av Åsa Hagberg.
- Välsignade barn. Text av Nadja Eriksson.
- Julens ängel (Gehrmans musikförlag). Text av Åsa Hagberg.
- Änglarnas konsert (Gehrmans musikförlag, 2017). Text av Åsa Hagberg.
- Sånger till Kraft (Wessmans musikförlag, 2017). Text av Åsa Hagberg.
- Pärlor - elva frälsarkranssånger
- Härlighetens väg  (Wessmans musikförlag, 2019). Text av Åsa Hagberg.
- Gåvan (Wessmans musikförlag, 2019). Text av Kerstin Fryxell.

### Arrangemang
- Sorgen och glädjen
- Herre du vandrar (Wessmans musikförlag, 2019).
- Den som bär - Sånger om visdom, närvaro och ljus. Arrangemang av Björn Claeson.